# Eldledare

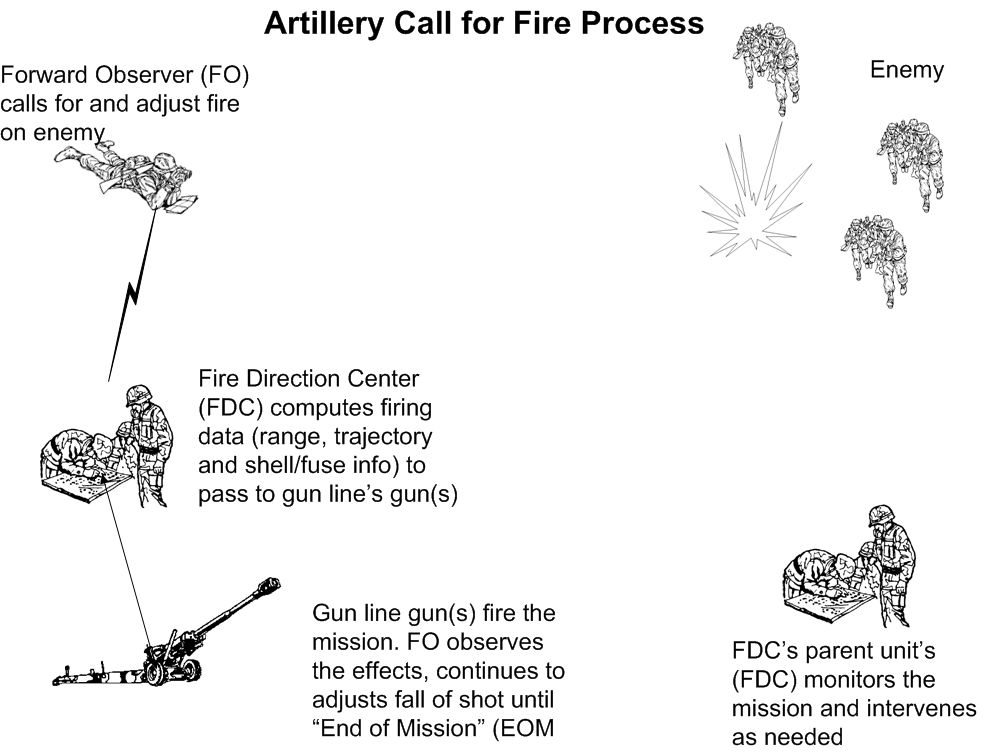
Grundkoncept över hur en eldledare kan justera artilleriet mot målet.

Eldledare, soldat eller officer som bestämmer var, hur och när den indirekta elden skall verka. Indirekt eld är all verkanseld där skytten inte ser målet och därför behöver någon som anmäler mål och reglerar elden – en eldledare. Eldledare arbetar inom jägarförband, samt i eldledningsvagnar (till exempel EPBV 90), spaningsplutoner eller som bekämpningsassistenter inom pansarförband.
Typiska indirekta eldsystem är granatkastare, kanoner, haubitsar, styrda bomber, robotar, och fartygsartilleri. Eldledaren ansvarar inför förbandschefen för den indirekta eldens planering och förberedelser i form av målbestämning, inskjutning av skjutande förband (i form av registrering av UP-system) och förberedande registrering av mål. Eldledare kan, med hjälp av radio, agera Forward Air Controller (FAC) och kalla in luftunderstöd (Close Air Support) med mindre kompletterande utbildning. En eldledare ska kunna jobba med en sådan stor noggrannhet och precision som möjligt för att uppnå målet direkt verkanseld (träff vid första eldöppnandet).
Eldledaren strider med de främre delarna av en anfallsrörelse eller försvarsstrid. Detta innebär att eldledare potentiellt har tillgång till en enorm mängd eldkraft. Stor vikt är därför lagd på att kunna agera dolt i strid under utbildningen, eftersom e-grupper och e-vagnar är högt eftertraktade mål för den eventuella fienden. Trots detta arbetar svenska eldledare under principen 'verkan före skydd'. Svenska eldledare använder sig främst av granatkastarplutoner, eller haubits-bataljoner.

## Genomförande av eldledning
Svenska eldledare är NATO-anpassade för att underlätta för samarbete i internationell tjänst, och använder sig därför av UTM-koordinater (Universal Transverse Mercator coordinate system) och 'Angular Mil' eller på svenska, mils, för eldledning. Dock eftersom Sverige inte är en medlem i NATO använder Sverige sig inte av GPS. Detta på grund av två anledningar; potentiella risken att fel uppstår eller blir tillsatta, samt att om GPS-systemet skulle haverera blir eldledarna utan möjlighet att arbeta med den precision de behöver. Därför används fältmätpunkter för att relativt beräkna ut eldledarens exakta position. En eldledningsgrupp (e-grupp) agerar både avsuttet och i fordon. Eldledningen skiljer sig inte i större utsträckning mellan de två förfarandena i grunden, utan mest vad gäller utrustningen som används.
Eldledare kan anmäla målposition i form av absoluta koordinater, eller mer vanligen, relativt i form av riktning och avstånd till målet från eldledarens position.